# Micrognatismo
Micrognatismo (ou micrognatia) é uma condição em que a mandíbula está subdimensionada. É também por vezes chamada de "hipoplasia mandibular". É comum em crianças, mas normalmente é auto-corrigida durante o crescimento, devido ao aumento no tamanho mandíbulas. Pode ser uma causa do alinhamento anormal dos dentes, em casos graves podem dificultar alimentação.